# 聖籠町立聖籠中学校
聖籠町立聖籠中学校（せいろうちょうりつせいろうちゅうがっこう）は、新潟県北蒲原郡聖籠町にある公立中学校。

## 概要
スクールオープンネットワークというシステムを導入し、情報技術を積極的に利用している学校である。
また、ドコモのiモーションやVライブ動画配信を行ったりとオープンな学校でもある。教科センター方式を採用。
沿革概要
- 1996年(平成08年)　統合中学校建設推進委員会発足。
- 1997年(平成09年)　総合中学校建設委員会発足。
- 1998年(平成10年)　学校設置条例改正。
- 2001年(平成13年)　亀代中学校と聖籠中学校が閉校し、統合後の聖籠中学校が開校。

## 教育方針

### 教育目標
- 生徒一人一人が主役になる学校
- 生徒の意欲を育てる学校

## 校歌・生徒会歌
- 聖籠中学校校歌[2]
  - 作曲　後藤丹
  - 作詞　栗原美枝

## 行事
- 聖中祭[3](体育祭)、スポーツフェスティバル、
- 秋灯祭[4](文化祭)、秋の文化行事、
- 収穫祭

## 通学区域
小学校の全通学区域
#外部リンクを参照。

### 進学前小学校の通学区域
- 聖籠町立蓮野小学校
  - 山三賀、二本松、外畑、蓮野、杉谷内、正庵、藤寄、大夫興野、甚兵衛橋、別條、八幡、東山、旭ケ丘
- 聖籠町立山倉小学校
  - 四ツ屋、道賀新田、上大谷内、真野、丸潟、桃山、山倉、苔沼、中の橋、本諏訪山、山諏訪山、本大夫、山大夫、聖中ケ丘、本三賀、蓮潟、蓮潟新田、尾沢ケ丘、稲の平、ひばりが丘
- 聖籠町立亀代小学校
  - 網代浜、次第浜、亀塚、汐美台

## 交通
- JR白新線佐々木駅より徒歩60分または聖籠エコミニバス利用
- JR新発田駅より新潟交通観光バス次第浜線乗車（所要約15分）、「蓮潟」バス停下車後徒歩5分